# Infinity on High
Infinity on High är ett musikalbum av Fall Out Boy, utgivet 5 februari 2007.
"This Ain't a Scene, It's an Arms Race" släpptes 12 januari 2007 som första singel från albumet, och placerade sig bland annat som nummer två på Billboard Hot 100.

## Låtlista
| Nr  | Titel                                                                        |      |
| --- | ---------------------------------------------------------------------------- | ---- |
| 1.  | "Thriller" (feat. Jay-Z)                                                     | 3:29 |
| 2.  | ""The Take Over, The Breaks Over""                                           | 3:11 |
| 3.  | "This Ain't a Scene, It's an Arms Race"                                      | 3:32 |
| 4.  | "I'm Like a Lawyer with the Way I'm Always Trying to Get You Off (Me + You)" | 3:31 |
| 5.  | "Hum Hallelujah"                                                             | 3:50 |
| 6.  | "Golden"                                                                     | 3:32 |
| 7.  | "Thnks fr th Mmrs"                                                           | 3:23 |
| 8.  | "Don't You Know Who I Think I Am?"                                           | 2:51 |
| 9.  | "The (After) Life of the Party"                                              | 3:21 |
| 10. | "The Carpal Tunnel of Love"                                                  | 3:23 |
| 11. | "Bang the Doldrums"                                                          | 3:31 |
| 12. | "Fame < Infamy"                                                              | 3:06 |
| 13. | "You're Crashing, But You're No Wave"                                        | 3:42 |
| 14. | "I've Got All This Ringing in my Ears and None on my Fingers"                | 4:06 |

### Original låtlista
| Nr  | Original                           | Titel                                                                        |
| --- | ---------------------------------- | ---------------------------------------------------------------------------- |
| 1.  | "Car Crash Hearts"                 | "Thriller"                                                                   |
| 2.  | "Satisfaction"                     | "The Take Over, The Breaks Over"                                             |
| 3.  | "You Can't Spell Star Without A&R" | "This Ain't a Scene, It's an Arms Race"                                      |
| 4.  | "Me and You"                       | "I'm Like A Lawyer With The Way I'm Always Trying To Get You Off (Me + You)" |
| 5.  | "Hum Hallelujah"                   | "Hum Hallelujah"                                                             |
| 6.  | "How Cruel"                        | "Golden"                                                                     |
| 7.  | "Thanks for the Memories"          | "Thnks fr th Mmrs"                                                           |
| 8.  | "Stitch Away"                      | "Don't You Know Who I Think I Am?"                                           |
| 9.  | "Carpal Tunnel of Love"            | "The Carpal Tunnel of Love"                                                  |
| 10. | "Yellow Checkered Cars"            | "Bang the Doldrums"                                                          |
| 11. | "Better With A Pen"                | "Fame < Infamy"                                                              |
| 12. | "Law And Order"                    | "You're Crashing, But You're No Wave"                                        |
| 13. | "Truth Hurts Worse"                | "I've Got All This Ringing in my Ears and None on my Fingers"                |

Spår 8-13 på original låtlistan blev spår 9-14 på den slutgiltiga låtlistan, för att "Don't You Know Who I Think I Am?" (från början betitlad "I Liked You A Whole Lot Better Before You Became A Fucking MySpace Whore", en titel som det ryktades skulle vara med på From Under the Cork Tree) klarade ursprungligen inte nerskärningen när låtarna valdes till Infinity on High. Många av originaltitlarna var rader från låttexterna.

## Singlar
| År   | Singel                                                                       |
| ---- | ---------------------------------------------------------------------------- |
| 2007 | "This Ain't a Scene, It's an Arms Race"                                      |
| 2007 | "The Carpal Tunnel of Love" (Digital Singel)                                 |
| 2007 | "Thnks fr th Mmrs"                                                           |
| 2007 | ""The Take Over, The Breaks Over""                                           |
| 2007 | "I'm Like a Lawyer with the Way I'm Always Trying to Get You Off (Me + You)" |

## Betyg
- All Music Guide: 3.5/5
- Kerrang!: 3/5
- NME: 7/10
- Rolling Stone: 3.5/5